# Mezquita Dzhumaya

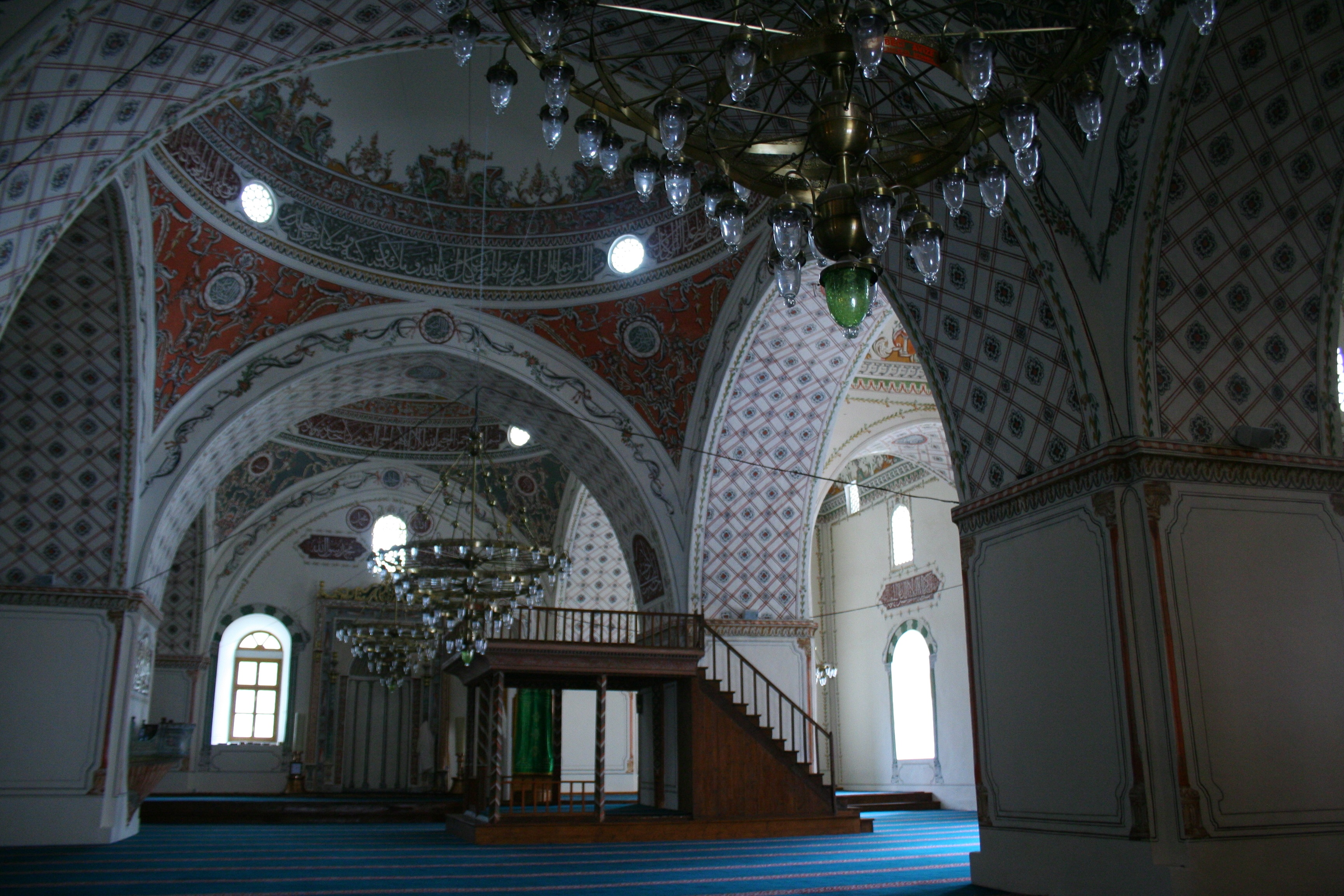
Vista interior de la mezquita

La mezquita Dzhumaya es un templo islámico ubicado en el centro de Plovdiv, Bulgaria, muy cercano al estadio romano de Filipópolis. Tras la conquista de Plovdiv por el Imperio otomano, se construyó una mezquita previa en 1363-1364 donde estaba ubicada la antigua catedral de Sveta Petka Tarnovska. Más tarde, durante el reinado del sultán Murad II (r. 1421-1444) esta antigua mezquita fue demolida y reemplazada por la mezquita actual, denominada mezquita Ulu Dzhumaya o mezquita del viernes, siendo actualmente uno de los edificios otomanos más antiguo de los Balcanes.
La mezquita alberga unas grandes dimensiones con nueve cúpulas y una sala de oración de 33 x 27 metros. Además, alberga un minarete en la esquina noreste de la fachada principal y en su interior pinturas que datan de los siglos XVIII y XIX.
La mezquita fue atacada por una multitud descrita como «cientos de nacionalistas, fascistas y hooligans de fútbol» en febrero de 2014. Se detuvieron a 120 personas tras el ataque y cuatro recibieron sanciones menores. El gran muftí de Bulgaria, Mustafa Haci, calificó el ataque de «pogromo».